# لاسی پارکینن
لاسی پارکینن (فنلاندی: Lassi Parkkinen؛ ۸ مه ۱۹۱۷ – ۳ اکتبر ۱۹۹۴) اسکیت‌باز سرعت اهل فنلاند بود.